# Beauftragter der Bundesregierung für Kultur und Medien
Der oder die Beauftragte der Bundesregierung für Kultur und Medien (BKM), auch genannt Bundesbeauftragter für Kultur und Medien,  Kulturstaatsminister oder Staatsminister für Kultur und Medien, trägt die Verantwortung für die Kultur- und Medienpolitik der Bundesrepublik Deutschland, begleitet und kontrolliert vom Ausschuss für Kultur und Medien im Deutschen Bundestag. Gemäß dem Grundsatz der Kulturhoheit der Länder gibt es in Deutschland auf Bundesebene kein Kulturministerium.

## Aufgaben
Zu den vorrangigen Aufgaben gehört es, die rechtlichen Rahmenbedingungen für den Kultur- und den Medienbereich über die Bundesgesetzgebung kontinuierlich weiterzuentwickeln und zu verbessern, Kultureinrichtungen und -projekte von nationaler Bedeutung zu fördern, für die kulturelle Repräsentation des Gesamtstaates in der Bundeshauptstadt Berlin zu sorgen, die kultur- und medienpolitischen Interessen Deutschlands in verschiedenen internationalen Gremien zu vertreten, national bedeutsame Gedenkstätten zur Erinnerung an die Opfer von NS-Terrorherrschaft zu fördern und in Zusammenarbeit mit Gedenkstätten und Institutionen an das Unrecht in der ehemaligen DDR zu erinnern.
Die Filmförderung gehört ebenso zu den Aufgaben wie die Förderung und Belebung des öffentlichen Diskurses über Kunst, Kultur und den Umgang mit Medien.
Zum Geschäftsbereich gehören als Behörden und Einrichtungen das Bundesarchiv, das Bundesinstitut für Kultur und Geschichte der Deutschen im östlichen Europa, die Kunstverwaltung des Bundes und das Bundesamt für äußere Restitutionen. Darüber hinaus übt die Bundesbeauftragte die Rechtsaufsicht über rechtsfähige bundesunmittelbare Anstalten des öffentlichen Rechts wie die Deutsche Nationalbibliothek aus und über rechtsfähige Stiftung des öffentlichen Rechts wie die Bundesstiftung zur Aufarbeitung der SED-Diktatur, die Stiftung Denkmal für die ermordeten Juden Europas und die sieben Politikergedenkstiftungen des Bundes.
Auch die Vergabe von zahlreichen Preisen und Stipendien fällt in den Verantwortungsbereich der Behörde, z. B. der Pour le Mérite, der Deutsche Filmpreis, der Deutsche Drehbuchpreis, der Innovationspreis und das Auslandsstipendium in der Villa Massimo in Rom oder im Deutschen Studienzentrum in Venedig.

## Geschichte
Das Amt wurde 1998 vom damaligen Bundeskanzler Gerhard Schröder neu geschaffen und sollte Aktivitäten bündeln, die vorher bei verschiedenen Ministerien angesiedelt waren.
Am 10. Dezember 1998 änderte der Deutsche Bundestag das Gesetz über die Rechtsverhältnisse der Parlamentarischen Staatssekretäre, das bis dahin nur Mitglieder des Deutschen Bundestages als Parlamentarische Staatssekretäre beziehungsweise Staatsminister zuließ. Es trat am 22. Januar 1999 in Kraft, woraufhin Bundeskanzler Schröder dem ersten Kulturstaatsminister Michael Naumann am 3. Februar 1999 die Ernennungsurkunde überreichte. Am 23. November 2000 kündigte er seinen Rücktritt zum 31. Dezember 2000 an.
Anfang November 2009 geriet die Behörde in die öffentliche Kritik, nachdem Medien über Änderungen von Ausstellungstexten des ihrem Zuständigkeitsbereich unterstellten Deutschen Historischen Museums berichtet hatten. Der Historiker Jochen Oltmer sprach in diesem Zusammenhang von „Zensur“, der damalige Direktor des Deutschen Historischen Museums, Hans Ottomeyer, widersprach dieser Darstellung.
Im Jahr 2018 arbeiteten für die Beauftragte rund 260 Mitarbeiter in Bonn und Berlin für die Belange der Kultur und der Medien; der Etat betrug 1,67 Milliarden Euro. Im Dezember 2021 waren es schon rund 400 Beschäftigte und 2,14 Milliarden Euro für Kultur und Medien im Bundeshaushalt. Der Kulturstaatsminister ist kein Bundesminister, sondern ein Parlamentarischer Staatssekretär, der, da das Amt 1998 bis 2013 zum Bundeskanzleramt gehörte, den Titel Staatsminister trägt. So hat er auch kein Stimmrecht im Bundeskabinett.
Bis zur Auflösung des Bundesbeauftragten für die Unterlagen des Staatssicherheitsdienstes der ehemaligen Deutschen Demokratischen Republik (BStU) gehörte diese Behörde zum Geschäftsbereich der BKM.

## Amtsinhaber
| Nr. | Name                | Amtszeit  | Partei    |
| --- | ------------------- | --------- | --------- |
| 1   | Michael Naumann     | 1999–2000 | SPD       |
| 2   | Julian Nida-Rümelin | 2001–2002 | SPD       |
| 3   | Christina Weiss     | 2002–2005 | parteilos |
| 4   | Bernd Neumann       | 2005–2013 | CDU       |
| 5   | Monika Grütters     | 2013–2021 | CDU       |
| 6   | Claudia Roth        | 2021–2025 | Grüne     |
| 7   | Wolfram Weimer      | seit 2025 | parteilos |

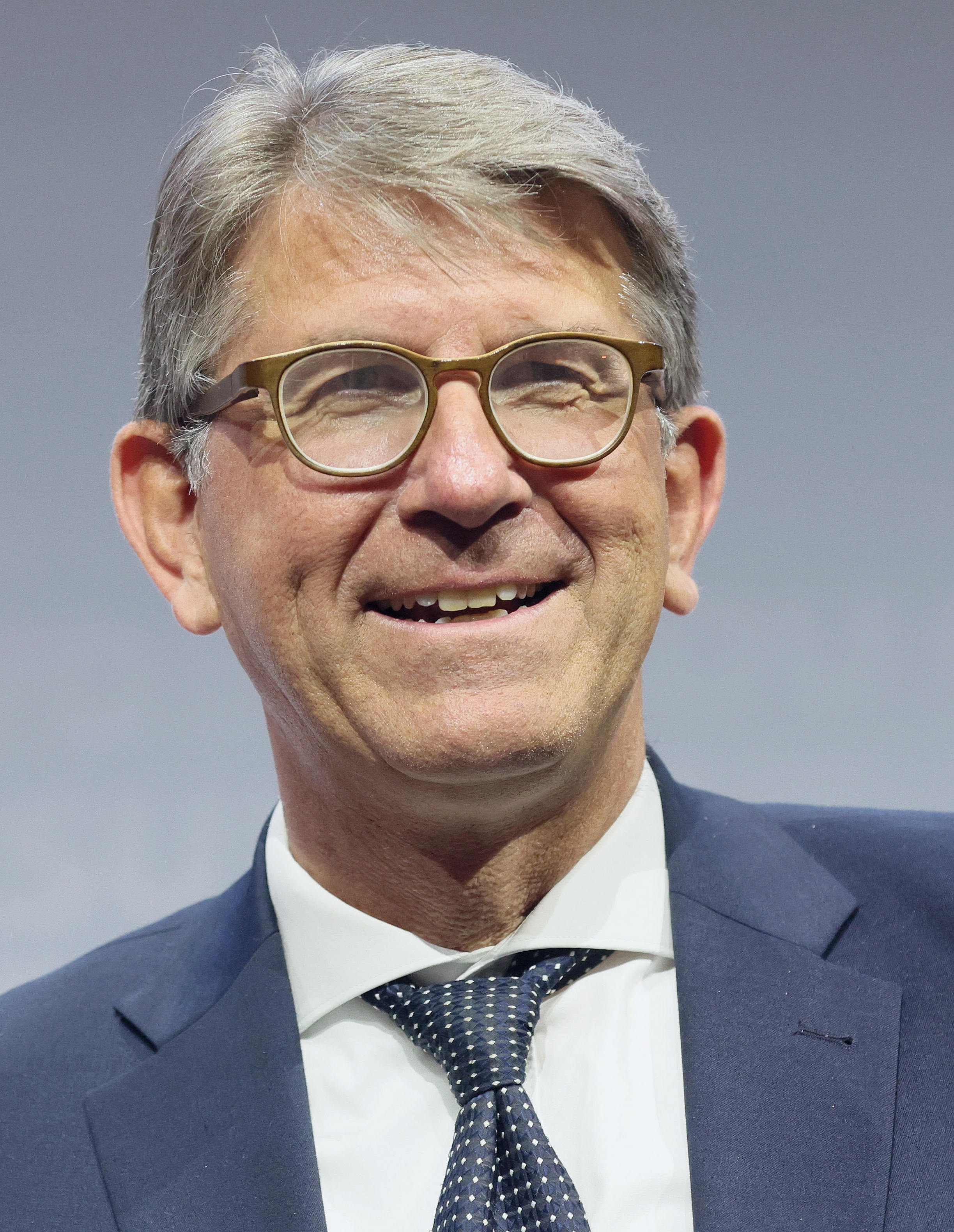
Staatsminister Wolfram Weimer (2025)

Leitender Beamter (Amtschef) im Amt eines Ministerialdirektors ist seit 2025 Konrad Schmidt-Werthern. Seine Vorgänger waren Andreas Görgen (2021–2025), Günter Winands (2013–2021), Ingeborg Berggreen-Merkel (2008–2013), Hermann Schäfer (2006–2007) und Knut Nevermann (1998–2006). Der Amtschef vertritt den Beauftragten als Leiter einer obersten Bundesbehörde. Bis 2013 hatte der Amtschef die Funktion eines Abteilungsleiters im Bundeskanzleramt.

## Filmförderung
Im Rahmen der Filmförderung wird die Herstellung und Verbreitung künstlerisch anspruchsvoller und künstlerisch wertvoller Kinofilme unterstützt.
Die Förderung erfolgt dabei
- zum einen durch die Vergabe folgender Preise: Deutscher Filmpreis, Deutscher Kurzfilmpreis, Deutscher Drehbuchpreis, Verleiherpreis, Kinoprogrammpreis sowie der Innovationspreis;
- zum anderen durch finanzielle Maßnahmen, die unmittelbar projektbezogen das kulturelle Niveau des deutschen Films und Kinos anregen und stützen sollen.

Die Förderungen umfassen:
- die Projektentwicklung für programmfüllende Kinder- und Jugendfilme,

- die Produktionsförderung für Kinder- und Jugendfilme,
- die Produktionsförderung für Kurzfilme,
- die Produktionsförderung für programmfüllende Spiel- und Dokumentarfilme,

- die Drehbuchförderung für programmfüllende Spielfilme,
- die Drehbuchförderung für programmfüllende Kinder- und Jugendfilme,

- die Kopienförderung sowie
- die Verleihförderung.

2014/2015 wurden einmalig kleine Kinos für die Umstellung auf DCI-Anlagen gefördert.
Darüber hinaus wurde mit Wirkung zum 1. Januar 2007 der Deutsche Filmförderfonds geschaffen, aus dem, zunächst für die Dauer von drei Jahren, jährlich 60 Millionen Euro für die Produktion von Kinofilmen in Deutschland zur Verfügung stehen.

## Förderung der Literatur- und der Buchbranche
Der Bundesbeauftragte für Kultur und Medien ist Schirmherr verschiedener deutschsprachiger Buchpreise:
- Deutscher Buchhandlungspreis
- Deutscher Verlagspreis
- Kurt-Wolff-Preis
- Deutscher Sachbuchpreis
- Großer Preis des Deutschen Literaturfonds
- Georg-Büchner-Preis
- Kleist-Preis
- Deutsch-Französischer Franz-Hessel-Preis
- Deutsch-Italienischer Mazzucchetti-Gschwend-Übersetzungspreis
- Deutsch-Hebräischer Übersetzerpreis
- Deutscher Lesepreis
- Preis der Stiftung Buchkunst

## Denkmalpflege
Seit 1950 förderte die Bundesregierung mit dem Förderprogramm National wertvolle Kulturdenkmäler die Erhaltung von Baudenkmälern, archäologischen Stätten, historischen Parks und Gärten, wenn sie herausragende kulturelle, politische, geschichtliche, architektonische, städtebauliche oder wissenschaftliche Leistungen des Gesamtstaates deutlich machen oder für die kulturelle oder historische Entwicklung der deutschen Kulturlandschaften entscheidend sind. Von 1950 bis 2007 wurden aus diesem Programm über 500 solche Kulturdenkmäler mit insgesamt rund 280 Millionen EUR gefördert.
Das Programm wurde zum 31. Dezember 2023 eingestellt.

## Medienpolitik
Im Rahmen der innerhalb der Bundesregierung zugewiesenen Zuständigkeiten ist die Kulturstaatsministerin auch im Medienbereich engagiert, so finanziert sie unter anderem die Deutsche Welle und hälftig die Deutsche Digitale Bibliothek, veröffentlicht in regelmäßigen Abständen den Medien- und Kommunikationsbericht der Bundesregierung und vertritt die Belange Kulturschaffender bei der Europäischen Union sowie anderen internationalen Institutionen.

## Schutz von Kulturgut
Aufgrund des Kulturgutschutzgesetzes führt die Beauftragte der Bundesregierung für Kultur und Medien ein Gesamtverzeichnis national wertvollen Kulturgutes und ein Gesamtverzeichnis national wertvoller Archive. Ferner kann sie gemäß § 3 Absatz 2 dieses Gesetzes den Eintrag in das Verzeichnis national wertvollen Kulturgutes bewirken, wenn die Eintragung im nationalen Interesse ist.
Die Pflege des Kulturgutes der Vertriebenen und Flüchtlinge und die Förderung der wissenschaftlichen Forschung durch den Bund gem. § 96 des Bundesvertriebenengesetzes fällt seit 1998 weitgehend in die Zuständigkeit des BKM.